# Gran Premio Mil Guineas
El Gran Premio Mil Guineas es una carrera clásica de caballos que se disputa en el Hipódromo de San Isidro, sobre pista de césped y convoca a potrancas de 3 años, sobre la distancia de 1600 metros. Está catalogado como un certamen de Grupo 1 en la escala internacional y es parte del proceso selectivo de productos.
Se realiza en el mes de agosto, en conjunto con su similar para machos, el Gran Premio Dos Mil Guineas. Hasta el año 2007 inclusive, ambas carreras llevaron anexados en su denominación los títulos "Consagración de Potrancas" y "Consagración de Potrillos", respectivamente.
Ambas carreras se han celebrado desde su primera versión en el Hipódromo de San Isidro y fueron instituidas en 1980, a imagen y semejanza de las similares inglesas, cotejos que marcaron historia dentro del turf internacional. Las Guineas argentinas deben su nombre a The 1000 Guineas Stakes (G1 – 1600 metros, potrancas de tres años) y The 2000 Guineas Stakes (G1 – 1600 metros, potrillos de tres años) celebradas todos los años en el hipódromo inglés de Newmarket. Ambas competencias marcan el comienzo de la Triple Corona de Inglaterra, que se completa con el Derby de Epsom (G1 – 2.400 metros), disputado desde 1780 en el hipódromo de Epsom Downs; y el St. Leger Stakes (G1 – 2.800 metros), realizado desde la temporada 1776 en Doncaster.  La versión inglesa de las 2000 Guineas se disputó por primera vez el 18 de abril de 1809 y su nombre se debió a la bolsa de dinero que repartió en esa oportunidad: 2000 guineas.
Con el correr de los años el formato de las Guineas inglesas fue utilizado en diferentes países de Europa para la creación de sus cotejos selectivos. En Irlanda se instituyeron las Irish 2000 Guineas, Francia instauró sus Poule d’Essai des Poulains (Polla de Potrillos), Alemania desarrolló las Mehl-Mülhens-Rennen e Italia constituyó su Premio Parioli. Cotejos formados acorde a las características originales de las Guineas y que dieron forma a los calendarios clásicos del Viejo Mundo. Las Guineas también fueron el parámetro que muchos países en el mundo tomaron para constituir y desarrollar sus procesos selectivos, algo que de igual modo sucedió con el calendario clásico argentino. Además, otros países de Sudamérica también emularon el formato selectivo en sus calendarios.

## Últimas ganadoras del Gran Premio Mil Guineas
| Año  | Ganadora        | País | Jockey                  | País | Padre            | País | Madre           | País | Criador                       | Caballeriza           | Colores            |
| ---- | --------------- | ---- | ----------------------- | ---- | ---------------- | ---- | --------------- | ---- | ----------------------------- | --------------------- | ------------------ |
| 2019 | Hennie Six      |      | Luciano Cabrera         |      | Sixties Icon     |      | Hennie´s Melody |      | Haras La Pasión               | Las 3 Semillas        | Horse racing silks |
| 2018 | Joy Nikita      |      | Fabricio Barroso        |      | Fortify          |      | Dale Niñera     |      | Haras La Biznaga              | La Biznaga            | Horse racing silks |
| 2017 | Giuliet Seattle |      | Gustavo Villalba        |      | Seattle Fitz     |      | Giulie-Halo     |      | Haras Firmamento              | Doña Serafina         | Horse racing silks |
| 2016 | Greta G         |      | Jose Aparecido da Silva |      | Exchange Rate    |      | Gringa Nativa   |      | Haras La Providencia          | La Providencia        | Horse racing silks |
| 2015 | Mecha Corta     |      | Rodrigo Blanco          |      | El Corredor      |      | Aquí Lulú       |      | Eduardo Luther                | Chelsea               | Horse racing silks |
| 2014 | Safari Miss     |      | Pablo Falero            |      | Not For Sale     |      | Safari Girl     |      | Haras Santa María de Araras   | Santa María de Araras | Horse racing silks |
| 2013 | Socióloga Inc   |      | Fabricio Barroso        |      | Include          |      | Stormy Sober    |      | Haras La Biznaga              | La Biznaga            | Horse racing silks |
| 2012 | Empress Jackie  |      | Adrián Giannetti        |      | Southern Halo    |      | Enjoy Love      |      | Haras Santa Inés              | Santa Inés            | Horse racing silks |
| 2011 | Stormy Ninguna  |      | Altair Domingos         |      | Bernstein        |      | South Nina      |      | Haras La Biznaga              | La Biznaga            | Horse racing silks |
| 2010 | Modern Greek    |      | Adrián Giannetti        |      | Bernstein        |      | Model           |      | Haras Santa María de Araras   | El Gusy               | Horse racing silks |
| 2009 | Pure Bike       |      | Julio César Méndez      |      | Pure Prize       |      | South Besa      |      | Haras La Biznaga              | La Biznaga            | Horse racing silks |
| 2008 | Savoir Bien     |      | Pablo Falero            |      | Bernstein        |      | Savilla         |      | Haras Santa María de Araras   | Santa María de Araras | Horse racing silks |
| 2007 | Mama Delia      |      | Juan Carlos Noriega     |      | Dance Brightly   |      | Volia           |      | Mateo Laborde                 | El Matucho            | Horse racing silks |
| 2006 | Stormy Nimble   |      | Jorge Valdivieso        |      | Bernstein        |      | South Nina      |      | Haras La Biznaga              | La Biznaga            | Horse racing silks |
| 2005 | Miss Atorranta  |      | Juan Carlos Noriega     |      | Numerous         |      | Atlanta In      |      | Haras Firmamento              | Le Fragole            | Horse racing silks |
| 2004 | Magnetic Eyes   |      | Rodrigo Blanco          |      | Sky Classic      |      | Melca           |      | Haras Orilla del Monte        | Orilla del Monte      | Horse racing silks |
| 2003 | Salt Champ      |      | Pablo Falero            |      | Salt Lake        |      | Wandel          |      | Álvaro Vargas Lerena          | EVG                   | Horse racing silks |
| 2002 | Miss Terrible   |      | Edgardo Gramática       |      | Numerous         |      | Teidi           |      | Haras Firmamento              | Firmamento            | Horse racing silks |
| 2001 | Any For Love    |      | Julio César Méndez      |      | Southern Halo    |      | Aludra          |      | Haras Orilla del Monte        | Orilla del Monte      | Horse racing silks |
| 2000 | Guernika        |      | Jacinto Herrera         |      | Luhuk            |      | Gouache         |      | Haras La Quebrada             | La Quebrada           | Horse racing silks |
| 1999 | Safari Girl     |      | Jorge Valdivieso        |      | Sonus            |      | Sally Girl      |      | Haras Santa María de Araras   | Santa María de Araras | Horse racing silks |
| 1998 | Nortak          |      | Miguel Abregú           |      | Fitzcarraldo     |      | Cephei          |      | Haras Orilla del Monte        | Orilla del Monte      | Horse racing silks |
| 1997 | Slew Briosa     |      | Jacinto Herrera         |      | Slewsville       |      | Evolución       |      | Blanca López y Adolfo Pascual | Mi Bebé               | Horse racing silks |
| 1996 | Potrinner       |      | Juan Carlos Noriega     |      | Potrillazo       |      | Chaldee         |      | Haras La Madrugada            | Tori                  | Horse racing silks |
| 1995 | Subversión      |      | Jorge Valdivieso        |      | El Basco         |      | Reina Real      |      | Haras de la Pomme             | La Pomme              | Horse racing silks |
| 1994 | Advocator Tina  |      | Juan Maciel             |      | Bruce Advocator  |      | Florengy        |      | Haras El Pretal               | El Pretal             | Horse racing silks |
| 1993 | Fair Desire     |      | Guillermo Sena          |      | Fatly            |      | Lady Mine       |      | Haras Income                  | La Titina             | Horse racing silks |
| 1992 | Orca            |      | Jacinto Herrera         |      | Southern Halo    |      | Oh Sun          |      | Haras La Quebrada             | La Quebrada           | Horse racing silks |
| 1991 | Alicaída        |      | Elvio Bortulé           |      | Marcello         |      | Alicia Bar      |      | Haras Las Marianas            | San Jorge             |                    |
| 1990 | Re Toss         |      | Miguel Sarati           |      | Egg Toss         |      | Rezagante       |      | Haras Don Jacinto             | Don Jacinto           | Horse racing silks |
| 1989 | Kapela          |      | Rubén Galloso           |      | Harper           |      | Alucinación     |      | Haras Ricardo                 | Cristian Lisandro     |                    |
| 1988 | Nice Bijou      |      | Luis Triviño            |      | Search Tradition |      | Nice Dancing    |      | Haras Happy End               | Happy End             | Horse racing silks |
| 1987 | Pero Yo Sé      |      | Jorge Caro              |      | Proud Arion      |      | Procelaria      |      | Haras El Candil               | El Candil             |                    |
| 1986 | Fontana         |      | Vilmar Sanguinetti      |      | Farnesio         |      | Fog Sun         |      | Haras La Quebrada             | La Quebrada           | Horse racing silks |
| 1985 | Frau Altiva     |      | Néstor Oviedo           |      | Frari            |      | Alardeante      |      | Haras La Biznaga              | La Biznaga            | Horse racing silks |
| 1984 | May Queen       |      | Jorge Caro              |      | Cipol            |      | Crown Flower    |      | Haras Comalal                 | Comalal               | Horse racing silks |
| 1983 | Orchestra       |      | Jorge Caro              |      | Logical          |      | Olympe          |      | Haras La Quebrada             | La Quebrada           | Horse racing silks |
| 1982 | Miss Keat       |      | José Abregú             |      | Keats            |      | Miss Bumiputra  |      | Haras Santa María de Araras   | Santa María de Araras | Horse racing silks |
| 1981 | Almira          |      | Rubén Laitán            |      | Sheet Anchor     |      | Atbara          |      | Haras San José del Socorro    | Panamericano          | Horse racing silks |
| 1980 | Mi Quimera      |      | Víctor Centeno          |      | Good Manners     |      | La Gran Muñeca  |      | Haras Ojo de Agua             | Ojo de Agua           | Horse racing silks |